# Solanum mochiquense
Solanum mochiquense är en potatisväxtart som beskrevs av Carlos M. Ochoa. Solanum mochiquense ingår i släktet skattor som ingår i familjen potatisväxter. Inga underarter finns listade i Catalogue of Life.